# Katti Anker Møller
Cathrine "Katti" Anker Møller, (född Anker) född 23 oktober 1868 i Hamar, död 20 augusti 1945 i Torsnes, var en norsk kvinnosakskämpe, kallad "mödrarnas förkämpe" för sitt arbete med att ge ogifta mödrar större rättigheter i samhället. Bland annat utarbetade hon tillsammans med sin svåger Johan Castberg de så kallade "Castbergska barnlagarna", som antogs 1915 och gav oäkta barn arvsrätt efter fadern och rätt att bära hans namn.
Møller upprättade 1902 i Kristiania ett Mødrehjem för fattiga barnaföderskor, vilket kom att bli mönster för andra liknande anstalter. Bland hennes skrifter märks Moderskabet frigørelse (1915), Kvindernes födselspolitik (1919), Mödrelön (1920) med flera.

## Familj
Katti Anker Møller var dotter till Herman Anker, syster till Ella Anker, gift med Kai Møller och mor till Tove Mohr. Dottern Tove publicerade 1968 en biografi över modern: Katti Anker Møller, en banebryter.

### Fotnoter
1. 1 2  flera författare, Norsk biografisk leksikon, Kunnskapsforlaget, Norsk biografisk leksikon-id: Katti_Anker_Møller, läs online, läst: 9 oktober 2017.[källa från Wikidata]
2. 1 2 3  Store norske leksikon, Store norske leksikon-ID: Katti_Anker_MøllerStore_norske_leksikon.[källa från Wikidata]
3. ↑  Store norske leksikon, Store norske leksikon-ID: Katti_Anker_MøllerStore_norske_leksikon.[källa från Wikidata]
4. ↑  flera författare, Norsk biografisk leksikon, Kunnskapsforlaget, Norsk biografisk leksikon-id: Katti_Anker_Møller, läs online.[källa från Wikidata]
5. 1 2  Carlquist, Gunnar, red (1937). Svensk uppslagsbok. Bd 18. Malmö: Svensk Uppslagsbok AB. sid. 614